# Zapasy na Letnich Igrzyskach Olimpijskich 1948 – kategoria do 87 kg w stylu wolnym
Zmagania mężczyzn do 87 kg to jedna z ośmiu męskich konkurencji w zapasach w stylu wolnym rozgrywanych podczas Letnich Igrzysk Olimpijskich 1948. Pojedynki w tej kategorii wagowej odbyły się w dniach 29–31 lipca.
Punktacja opierała się na systemie „złych punktów karnych”. Przegrany otrzymywał 3 punkty za „łopatki” lub jednomyślną przegraną, a dwa punkty za porażkę 2-1. Zwycięzca otrzymywał jeden punkt za wygraną 2-1, a w pozostałych przypadkach zero. W każdej z rund odpadł zawodnik, który zgromadził łącznie pięć punktów lub więcej.

## Klasyfikacja[1]
| Lp. | Państwo         | Zawodnik                 |
| --- | --------------- | ------------------------ |
| 1   | USA             | Henry Wittenberg         |
| 2   | Szwajcaria      | Fritz Stöckli            |
| 3   | Szwecja         | Bengt Fahlkvist          |
| 4   | Turcja          | Muharrem Candaş          |
| .   | Kanada          | Fernand Payette          |
| 6   | RPA             | Pat Morton               |
| 7.  | Belgia          | Karel Istaz              |
| .   | Wielka Brytania | Johnny Sullivan          |
| .   | Grecja          | Spyros Defteraios        |
| .   | Włochy          | Oscar Verona             |
| 11  | Węgry           | József Tarányi           |
| 12  | Francja         | Robert Landesmann        |
| .   | Finlandia       | Pekka Mellavuo           |
| .   | Iran            | Mansour Mir Ghavami      |
| .   | Egipt           | Muhammad Radżab az-Za’im |

## Wyniki
* „Łopatki” (ang. fall, touche) – pozycja w której zawodnik dotyka łopatkami maty (oznaczająca koniec walki).

### Pierwsza runda[2]
| Zwycięzca         | Punkty karne | Wynik        | Przegrany                | Punkty karne |
| ----------------- | ------------ | ------------ | ------------------------ | ------------ |
| Fernand Payette   | 0            | Łopatki      | Robert Landesmann        | 3            |
| Spyros Defteraios | 0            | Łopatki      | Muhammad Radżab az-Za’im | 3            |
| Bengt Fahlkvist   | 1            | Decyzja, 3:0 | Oscar Verona             | 3            |
| Pat Morton        | 1            | Decyzja, 3:0 | Mansour Mir Ghavami      | 3            |
| Muharrem Candaş   | 1            | Decyzja, 3:0 | Karel Istaz              | 3            |
| Johnny Sullivan   | 1            | Decyzja, 3:0 | József Tarányi           | 3            |
| Henry Wittenberg  | 1            | Decyzja, 3:0 | Pekka Mellavuo           | 3            |
| Fritz Stöckli     | 0            | Bez walki    |                          |              |

### Druga runda[3]
| Zwycięzca        | Punkty karne | Wynik        | Przegrany                | Punkty karne |
| ---------------- | ------------ | ------------ | ------------------------ | ------------ |
| Fritz Stöckli    | 0            | Łopatki      | Robert Landesmann        | 6            |
| Fernand Payette  | 0            | Łopatki      | Spyros Defteraios        | 3            |
| Oscar Verona     | 3            | Łopatki      | Muhammad Radżab az-Za’im | 6            |
| Bengt Fahlkvist  | 2            | Decyzja, 3:0 | Pat Morton               | 4            |
| József Tarányi   | 4            | Decyzja, 3:0 | Mansour Mir Ghavami      | 6            |
| Henry Wittenberg | 1            | Łopatki      | Johnny Sullivan          | 4            |
| Muharrem Candaş  | 2            | Decyzja, 3:0 | Pekka Mellavuo           | 6            |
| Karel Istaz      | 3            | Bez walki    |                          |              |

### Trzecia runda[4]
| Zwycięzca        | Punkty karne | Wynik        | Przegrany         | Punkty karne |
| ---------------- | ------------ | ------------ | ----------------- | ------------ |
| Fritz Stöckli    | 0            | Łopatki      | Karel Istaz       | 6            |
| Fernand Payette  | 1            | Decyzja, 3:0 | Oscar Verona      | 6            |
| Bengt Fahlkvist  | 2            | Łopatki      | Spyros Defteraios | 6            |
| Pat Morton       | 5            | Decyzja, 2:1 | Johnny Sullivan   | 6            |
| Henry Wittenberg | 1            | Łopatki      | József Tarányi    | 7            |
| Muharrem Candaş  | 2            | Bez walki    |                   |              |

### Czwarta runda[5]
| Zwycięzca        | Punkty karne | Wynik        | Przegrany       | Punkty karne |
| ---------------- | ------------ | ------------ | --------------- | ------------ |
| Fritz Stöckli    | 1            | Decyzja, 2:1 | Muharrem Candaş | 4            |
| Bengt Fahlkvist  | 2            | Łopatki      | Fernand Payette | 4            |
| Henry Wittenberg | 1            | Bez walki    |                 |              |

### Piąta runda[6]
| Zwycięzca        | Punkty karne | Wynik     | Przegrany       | Punkty karne |
| ---------------- | ------------ | --------- | --------------- | ------------ |
| Henry Wittenberg | 1            | Łopatki   | Muharrem Candaş | 7            |
| Fritz Stöckli    | 1            | Łopatki   | Fernand Payette | 7            |
| Bengt Fahlkvist  | 2            | Bez walki |                 |              |

### Szósta runda[7]
| Zwycięzca        | Punkty karne | Wynik        | Przegrany       | Punkty karne |
| ---------------- | ------------ | ------------ | --------------- | ------------ |
| Henry Wittenberg | 2            | Decyzja, 2:1 | Bengt Fahlkvist | 4            |
| Fritz Stöckli    | 1            | Bez walki    |                 |              |

### Siódma runda[8]
| Zwycięzca        | Punkty karne | Wynik        | Przegrany       | Punkty karne |
| ---------------- | ------------ | ------------ | --------------- | ------------ |
| Fritz Stöckli    | 2            | Decyzja, 2:1 | Bengt Fahlkvist | 6            |
| Henry Wittenberg | 2            | Bez walki    |                 |              |

### Ósma runda[9]
| Zwycięzca        | Punkty karne | Wynik        | Przegrany     | Punkty karne |
| ---------------- | ------------ | ------------ | ------------- | ------------ |
| Henry Wittenberg | 3            | Decyzja, 2:1 | Fritz Stöckli | 4            |